# Bang (banda)
Bang fue una banda de origen griego mayormente conocidos por su participación en el Festival de la Canción de Eurovisión 1987. Gozaron de un éxito menor en Europa y Japón.

## Carrera
Bang fue creado en 1987 por Thanos Kalliris (voz principal) y Vasilis Dertilis (coros, teclados). En 1987, el grupo formó parte de la competencia que buscaba al siguiente representante del país en el Festival de Eurovisión. Su canción titulada "Stop", interpretada por el dúo junto a la hermana de Thanos, Katerina Kalliri, Mariana Efstratiou (quién más tarde representaría a Grecia en Eurovisión 1989) y Laura Burke como coristas, se alzó con el primer lugar en dicho concurso, dándoles el derecho de poder viajar a Bruselas, Bélgica. Esta participación marcaría el retorno del país helénico al certamen luego de un año de ausencia.
"Stop" sólo consiguió 64 puntos y se posicionó en el 10° puesto de entre 22 países concursantes. A pesar de este bajo resultado, era en ese entonces el mejor puesto obtenido por Grecia en el concurso anual, lo que llevó a que fueran ovacionados cuando y que consiguieran bastante éxito al retornar a su tierra natal. 
Bang continuó con una carrera internacional y trabajó junto a artistas como Shep Pettibone, François Kevorkian, entre otros. Hasta el año 1991, ellos ya habían publicado 3 LPs y varios maxi sencillos en el continente Europeo, Estados Unidos, Japón y su natal Grecia. Su sencillo "Holding my Heart" entró en las listas de éxitos de los Estados Unidos y para su promoción, se grabó un video musical completamente en Hollywood. El sencillo "You're the One" también consiguió entrar en las listas de éxitos pero en el Reino Unido.
En 1992, Thanos abandonó la agrupación, iniciando una carrera como solista cosechando bastantes éxitos en Grecia durante los años 1990s.

## Discografía
LP
- Bang - The Album (1987)
- Clockwise (1990)
- Kane to Lathos (1991)

Sencillos
- "You're the One" (1988)
- "Holding my Heart" (1990)

Maxisencillos
- "Run for your Love" (1987)
- "Stop" (1987)
- "You're the One" (1989)

| Predecesor: "Miazoume" Takis Biniaris | Grecia en el Festival de Eurovisión 1987 | Sucesor: "Clown" Afroditi Frida |

- Datos: Q806437